# Imposto sobre ganhos de capital
 
Um imposto sobre ganhos de capital, em inglês capital gains tax (CGT), é um imposto sobre o lucro realizado na venda de um ativo não-estoque. Os ganhos de capital mais comuns são realizados com a venda de ações, títulos, metais preciosos, imóveis e propriedades.
Nem todos os países impõem um imposto sobre ganhos de capital e a maioria tem taxas de tributação diferentes para pessoas físicas e jurídicas. Os países que não impõem um imposto sobre ganhos de capital incluem Bahrein, Barbados, Belize, Ilhas Cayman, Ilha de Man, Jamaica, Nova Zelândia, Sri Lanka, Cingapura e outros. Em alguns países, como Nova Zelândia e Cingapura, os comerciantes profissionais e aqueles que negociam com frequência são tributados sobre esses lucros como renda comercial. Na Suécia, a Conta Poupança para Investimento (ISK – Investeringssparkonto) foi introduzida em 2012 em resposta a uma decisão do Parlamento de estimular a poupança em fundos e ações. Não há imposto sobre ganhos de capital em ISKs; em vez disso, o poupador paga uma taxa de imposto anual padrão baixa. Hoje em dia, os poupadores de fundos optam principalmente por economizar em fundos por meio de contas de poupança de investimento.
O imposto sobre ganhos de capital pode ser pago sobre itens valiosos ou ativos vendidos com lucro. Antiguidades, ações, metais preciosos e segundas residências podem estar sujeitos ao imposto se você ganhar dinheiro suficiente com eles. A quantidade de imposto a pagar pode diferir. O limite inferior do lucro que é grande o suficiente para ter um imposto sobre ele é estabelecido pelo governo. Se o lucro for inferior a este limite, está isento de impostos. O lucro é, na maioria dos casos, a diferença entre o valor (ou valor) que um ativo é vendido e o valor pelo qual foi comprado.
A alíquota do imposto sobre ganhos de capital depende de quanto lucro você obteve e também de quanto dinheiro você ganha anualmente. Por exemplo, no Reino Unido, a CGT é atualmente (ano fiscal 2021–22) 10% do lucro se sua renda for inferior a £ 50.000, então é 20% se sua renda exceder esse limite. Há um imposto adicional que adiciona 8% à taxa de imposto existente se o lucro for proveniente de propriedade residencial. Se algum imóvel for vendido com prejuízo, é possível compensá-lo com ganhos anuais. O subsídio da CGT para um ano fiscal no Reino Unido é atualmente de £ 12.300 para um indivíduo e duplo (£ 24.600) se você for um casal ou uma parceria civil. Para as ações, exemplo de ativo popular e líquido, a legislação nacional e estadual muitas vezes possui uma grande variedade de obrigações fiscais que devem ser respeitadas em relação aos ganhos de capital. Os impostos são cobrados pelo Estado sobre as transações, dividendos e ganhos de capital na bolsa de valores. No entanto, essas obrigações fiscais podem variar de jurisdição para jurisdição.

## Por país

### China
A taxa de imposto aplicável para ganhos de capital na China depende da natureza do contribuinte (ou seja, se o contribuinte é uma pessoa física ou jurídica) e se o contribuinte é residente ou não residente para fins fiscais. No entanto, deve-se notar que, ao contrário dos sistemas tributários de direito consuetudinário, a legislação de imposto de renda chinesa não estabelece uma distinção entre renda e capital. O que é comumente referido pelos contribuintes e profissionais como imposto sobre ganho de capital está, na verdade, dentro da estrutura do imposto de renda, e não em um regime separado.
As empresas residentes fiscais serão tributadas em 25% de acordo com a Lei do Imposto sobre o Rendimento das Empresas. As empresas não residentes serão tributadas em 10% sobre os ganhos de capital de acordo com o Regulamento de Execução da Lei do Imposto sobre o Rendimento das Empresas. Na prática, quando um residente de um parceiro do tratado aliena ativos situados na China como parte de seu curso normal de negócios, os ganhos assim obtidos provavelmente serão avaliados como se fossem um ganho de capital, em vez de lucro comercial. Isso é um pouco contraditório com os princípios básicos do tratado de dupla tributação.
A única circular fiscal que aborda especificamente o tratamento do imposto de renda da RPC de renda derivada por QFIIs da detenção e negociação de títulos chineses é Guo Shui Han (2009) No.47 ("Circular 47") emitida pela Administração Estatal de Tributação ("SAT ") em 23 de janeiro de 2009. A circular aborda o tratamento de retenção na fonte de dividendos e juros recebidos por QFIIs de empresas residentes na RPC, no entanto, a circular 47 é omissa sobre o tratamento de ganhos de capital obtidos por QFIIs na negociação de ações A. É geralmente aceito que a Circular 47 é intencionalmente omissa sobre ganhos de capital e uma possível indicação de que o SAT está considerando, mas ainda indeciso, conceder isenção de impostos ou outro tratamento concessionário aos ganhos de capital auferidos por QFIIs. No entanto, nota-se que houve casos em que os QFIIs retiraram capital da China após o pagamento de 10% de imposto retido na fonte sobre ganhos derivados da negociação de ações ao longo dos anos, transação a transação. Esta incerteza causou problemas significativos para os gestores de investimento que investem em A-Shares. Guo Shui Han (2009) No. 698 ("Circular 698") foi emitida em 10 de dezembro de 2009 abordando o tratamento do imposto de renda da RPC sobre a transferência de participação acionária da RPC por empresas não residentes fiscais da RPC direta ou indiretamente, no entanto, não resolveu a posição fiscal incerta em relação às Ações A. Com relação à própria Circular 698, há opiniões de que ela não é consistente com a Lei do Imposto de Renda Empresarial, bem como com os tratados de dupla tributação assinados pelo governo chinês. A validade da Circular é controversa, especialmente à luz dos recentes desenvolvimentos no cenário internacional, como o caso TPG na Austrália e o caso Vodafone na Índia.

### Colômbia
De acordo com a lei colombiana, existem diferentes tipos de ganhos de capital sujeitos a tributação:
- Ganhos derivados da venda de ativos (ações, títulos, etc.) mantidos por um período mínimo de 2 anos.
- Ganhos derivados da liquidação de uma empresa com um mínimo de 2 anos.
- Ganhos derivados de heranças, doações ou legados (parcela do patrimônio recebida pelo cônjuge ou herdeiro)
- Ganhos derivados de jogos de azar e loterias

Para as empresas, os ganhos de capital são tributados como renda ordinária às alíquotas corporativas.

### Egito
Não havia imposto sobre ganhos de capital. Após a Revolução Egípcia, há uma proposta de imposto de 10% sobre ganhos de capital. Esta proposta ganhou vida em 29 de maio de 2014. O Egito isenta as ações bonificadas de um novo imposto de 10% sobre ganhos de capital sobre os lucros obtidos no mercado de ações, como disse o ministro das Finanças do país, Hany Dimian, em 30 de maio de 2014, e as distribuições de ações bonificadas estarão isentas dos impostos, e o novo imposto não ser retroativo.
Imobiliária:

### Grécia

#### Ganhos de capital
A transmissão de acções não cotadas está sujeita a imposto sobre ganhos de capital à taxa de 15%. A transferência de ações listadas é novamente tributada em 15%, a menos que se apliquem condições/isenções específicas. Um imposto de transferência de 2‰ é imposto sobre o produto bruto da venda de ações listadas. Outras fontes dizem que não há imposto no caso de ganho de capital de negociação no mercado de ações, desde que o indivíduo detenha menos de 0,5% da empresa de capital aberto.

#### Receita de dividendos
Os dividendos distribuídos em períodos tributáveis iniciados após 1 de janeiro de 2020 provenientes de entidades que operam sob a forma jurídica de Société Anonyme (ou Responsabilidade Limitada) são tributados por retenção na fonte à taxa fixa de 5% (a referida taxa foi fixada em 10% para os dividendos distribuídos durante o ano de 2019).

### Israel
O imposto sobre ganhos de capital em Israel é fixado em 15% sobre os ganhos reais obtidos em títulos não indexados à inflação (ou 20% para um acionista substancial ) 25% sobre quaisquer outros ganhos de capital. (Ou 30% para um acionista substancial)

### Polônia
Desde 2004, existe uma taxa de imposto fixa (19%) sobre os rendimentos do capital. Inclui: venda de ações, títulos, ações de fundos mútuos e também juros de depósitos bancários.

### Portugal
Há um imposto sobre ganhos de capital na venda de casa e propriedade. Qualquer ganho de capital ( mais-valia ) resultante é tributável como rendimento. Para os residentes, isso está em uma escala móvel de 12 a 40%. No entanto, para os residentes, o ganho tributável é reduzido em 50%. Custos comprovados que aumentaram o valor durante os últimos cinco anos podem ser deduzidos. Para os não residentes, a mais-valia é tributada à taxa uniforme de 25%. A mais-valia resultante da venda de casas ou residências próprias, que sejam a residência principal eleita do contribuinte ou da sua família, é isenta de imposto se a totalidade do lucro da venda for reinvestida na aquisição de outra casa, residência própria ou terreno para construção em Portugal.
Em 1986 e 1987 as empresas portuguesas alteraram a sua estrutura de capital aumentando o peso dos capitais próprios. Isso foi particularmente notório em empresas cotadas. Nestes dois anos, o governo criou um grande número de incentivos fiscais para promover o capital próprio e incentivar a cotação na Bolsa de Lisboa . Até 2010, para ações detidas por mais de doze meses o ganho de capital era isento. O ganho de capital de ações detidas por períodos mais curtos era tributável em 10%.
A partir de 2010, para os residentes, todos os ganhos de capital superiores a 500€ são tributadas em 20%. Fundos de investimento, bancos e empresas estão isentos de imposto sobre ganho de capital sobre ações.
A partir de 2013, é de 28%.

### Espanha
19% € 0 – € 6.000:
21% € 6.000–€ 50.000:
23% € 50.000–€ 200.000:
26% € 200.000+

### Suíça
Geralmente, não há imposto sobre ganhos de capital na Suíça para pessoas físicas em negociações de valores mobiliários.
A exceção são as pessoas consideradas comerciantes profissionais. A decisão de classificar uma pessoa como tal é tomada de forma subjetiva e caso a caso pelas autoridades fiscais. No entanto, é pouco frequente e existe um conjunto de critérios de porto seguro que garantem o estatuto de não profissional:
- mantendo cada título por pelo menos 6 meses,
- baixo volume de negociação: a soma dos preços de compra e receita da venda é inferior a 500% do capital no início do ano,
- os ganhos de capital realizados representam menos de 50% da renda durante o ano fiscal,
- nenhum uso de capital estrangeiro, ou os juros pagos sobre ele são menores do que a receita de dividendos,
- derivativos (especialmente opções) são usados exclusivamente para proteger o risco da própria carteira.

A violação de qualquer um deles não resulta automaticamente no status de comerciante profissional, mas pode levar uma autoridade fiscal a analisar as circunstâncias individuais e defender tal status. Os comerciantes profissionais são tratados como trabalhadores por conta própria para efeitos fiscais: as mais-valias realizadas são tributadas como rendimento individual da actividade por conta própria e estão sujeitas a contribuições sociais (AHV, actualmente à taxa de 10,55% para os trabalhadores por conta própria); perdas de capital podem ser deduzidas da renda ao longo de até 7 próximos anos.
O imposto sobre ganhos de capital é cobrado na venda de imóveis em todos os cantões. As regras de tributação variam significativamente por cantão.
Para pessoas físicas, o imposto geralmente segue uma progressão separada do imposto de renda, diminui com o número de anos detidos e muitas vezes pode ser adiado em casos como herança ou compra de uma casa de substituição. O imposto é cobrado apenas pelo cantão ou município; não há imposto a nível federal. No entanto, as pessoas físicas envolvidas na comercialização de imóveis de forma profissional podem ser tratadas como autônomos e tributadas a taxas mais elevadas de forma semelhante a uma empresa e, adicionalmente, as contribuições sociais teriam que ser pagas.
Para as empresas, os ganhos de capital são tributados como renda ordinária no nível federal e nos níveis cantonal e municipal, dependendo do cantão, como renda ordinária ou com uma progressão de imposto especial mais baixa, como para pessoas físicas.

### Estados Unidos
Nos Estados Unidos, com algumas exceções, pessoas físicas e jurídicas pagam imposto de renda sobre o total líquido de todos os seus ganhos de capital. Ganhos de capital de curto prazo são tributados a uma alíquota mais alta: a alíquota ordinária do imposto de renda. A taxa de imposto para pessoas físicas sobre "ganhos de capital de longo prazo", que são ganhos sobre ativos que foram mantidos por mais de um ano antes de serem vendidos, é inferior à taxa de imposto de renda normal, e em alguns escalões de imposto não há imposto devido em tais ganhos.
A taxa de imposto sobre ganhos de longo prazo foi reduzida em 1997 através do Taxpayer Relief Act de 1997 de 28% para 20% e novamente em 2003, através do Jobs and Growth Tax Relief Reconciliation Act de 2003, de 20% para 15% para pessoas físicas cuja maior faixa de imposto é de 15% ou mais, ou de 10% a 5% para pessoas físicas nas duas faixas de imposto de renda mais baixas (cuja faixa de imposto mais alta é inferior a 15%). (Ver imposto progressivo . ) A alíquota reduzida de 15% sobre dividendos qualificados e ganhos de capital, previamente programada para expirar em 2008, foi estendida até 2010 como resultado da Lei de Prevenção e Reconciliação de Aumento de Impostos, sancionada pelo presidente Bush em 17 de maio de 2006, que também reduziu a taxa de 5% para 0%. No final de 2010, o presidente Obama assinou uma lei estendendo a taxa reduzida sobre dividendos elegíveis até o final de 2012.
A lei permite que pessoas físicas adiem impostos sobre ganhos de capital com estratégias de planejamento tributário, como venda estruturada (venda garantida a prazo), fundo de caridade (CRT), venda a prazo, fundo de anuidade privada, troca 1031 ou zona de oportunidade. Os Estados Unidos, ao contrário de quase todos os outros países, tributam seus cidadãos (com algumas exceções) sobre sua renda mundial, não importa em que lugar do mundo eles residam. Os cidadãos americanos, portanto, acham difícil tirar proveito dos paraísos fiscais pessoais. Embora existam algumas contas bancárias offshore que anunciam como paraísos fiscais, a lei dos EUA exige a declaração de renda dessas contas, e a falha intencional em fazê-lo constitui evasão fiscal.